# Adolf Liebermann
Adolf Liebermann (* 5. September 1891 in Steinbach, Herzogtum Sachsen-Meiningen; † 15. Februar 1945 in Dresden) war ein deutscher Bildhauer.

## Leben
In der Zeit von 1913 bis 1914 und von 1918 bis 1923 studierte Liebermann an der Dresdner Kunstakademie bei Selmar Werner und war dessen Meisterschüler. Adolf Liebermann war Mitglied im Deutschen Künstlerbund. Er nahm am Ersten Weltkrieg teil und war 1916 in der Galerie Ernst Arnold auf der „Zweiten Ausstellung Dresdner Künstler die im Heeresdienst stehen“ vertreten. Ab 1932 war Liebermann, der als rechtsgesinnt galt, Vorsitzender der Dresdner Kunstgenossenschaft.
Einige frühere Arbeiten Liebermanns entsprachen jedoch nicht dem Kunstkanon der Nazis, und 1937 wurden in der Nazi-Aktion „Entartete Kunst“ aus der Dresdner Skulpturensammlung seine beiden Plastiken Der Einfältige und Bacchanale beschlagnahmt und zerstört.
Im Jahr 1940 wurde Liebermann zum Vorsitzenden des Dresdner Künstlerbundes gewählt. 1941 war er Leiter der Großen Dresdner Kunstausstellung des Künstlerbunds. und nahm er an der Großen Deutschen Kunstausstellung in München teil. Im März und April 1943 war er Leiter der Ausstellung Soldat und Künstler, die unter der Schirmherrschaft von Martin Mutschmann im Galeriegebäude der Brühlschen Terrasse stattfand.
Bei den Bombenangriffen auf Dresden wurde er am 15. Februar 1945 getötet. Sein Atelier in der Zirkusstraße 43 wurde zerstört und die von ihm geschaffenen Werke wurden vernichtet.
Liebermann schuf Klein- und Großplastiken, Porträtbüsten und plastischen Fassadenschmuck an der Johann-Georgen-Allee in Dresden.

## Werke (Auswahl)
- 1922: Granitfigur Schwertträger vorm König-Friedrich-August-Seminar an der Teplitzer Straße, später Pädagogisches Institut Dresden, nach 1945 entfernt, Verbleib unbekannt[7]
- 1936: Bronzefigur Deutsche Wacht, Haus der Deutschen Kunst Berlin, HDK 464
- 1940: Bronzefigur Kampfruf, Stadtmuseum Dresden, Lost Art-ID: 421903.[8]

- Bildnis R. J. (Porträtbüste; 1941 auf der Großen Deutschen Kunstausstellung)[9]

- Ringspiel (weibliche Aktstatue; 1941 auf der Großen Deutschen Kunstausstellung)[10]